# Орлеан-Браганса, Амелия
Амелия Орлеан-Браганса, полное имя Амелия Мария де Фатима Хосефа Антония Мигела Габриэла Рафаэла Гонзага де Орлеан-Браганса и Линь (порт. Amélia de Orléans e Bragança; 8 июня 1989) — вторая дочь принца Антониу и принцессы Кристины. Принцесса больше не является наследником престола, поскольку она отказалась от своих прав в браке. Она племянница принца Бертрана и принца Луиша .
Амелия отказалась от своих династических прав на себя и своё будущее потомство 14 июля 2014 года после замужества с Александром Джеймсом Спирменом, но за ней сохраняется, до сих пор, титул принцессы Орлеан-Браганса и титул учтивости Королевского Высочества, потеряв только титул принцессы Бразильской и своё место в линии престолонаследия, которая до этого была пятой.

## Брак и потомство
После помолвки в июле 2013 года Амели вышла замуж в соборе Пресвятой Девы Марии Кармельской (Рио-де-Жанейро) 16 июля 2014 года за Александра Джеймса Спирмена (родившегося в Перте (Шотландия) 27 июля 1984 года) из дома баронетов Спирменов.
У пары двое детей:
- Александр (родился 30 августа 2016 года, в Мадриде, Испания);
- Николас (родился 20 февраля 2018 года, в Мадриде, Испания).